# Megalodontesidae
Megalodontesidae (Megalodontidae) — семейство пилильщиков из подотряда Сидячебрюхие отряда Перепончатокрылые насекомые. 

## Распространение
Палеарктика.

## Систематика
Семейство насчитывает 42 ныне живущих вида в составе одного рода и 23 ископаемых вида в составе 12 родов.
Смена названия семейства обусловлена наличием одноимённого семейства ископаемых двустворчатых моллюсков Megalodontidae Morris & Lycett, 1853 (Разнозубые). По той же причине было изменено название надсемейства. Ранее Megalodontesidae относили к надсемейству Megalodontoidea Konow, 1897, но оно также преоккупировано таксоном моллюсков Megalodontoidea Morris & Lycett, 1853.
В 2016 году в состав Megalodontesidae включено семейство Praesiricidae.
- Forficulotarpa Pic, 1918
- Megalodontes Latreille, 1802
- Melanopus Konow, 1897
- Rhipidioceros Konow, 1897
- Tristactoides Chevin, 1985
- Tristactus Konow, 1897